# Cecarria obtusifolia
Cecarria obtusifolia là một loài thực vật có hoa trong họ Loranthaceae. Loài này được (Merr.) Barlow mô tả khoa học đầu tiên năm 1973.